# Lovo
Ne doit pas être confondu avec Lövő.
Lovo est une localité de la République démocratique du Congo, située dans la province du Bas-Congo.